# رسترپو (متا)
رسترپو (انگلیسی: Restrepo, Meta) نام شهری در کشور کلمبیا است.